# 薄皮包子

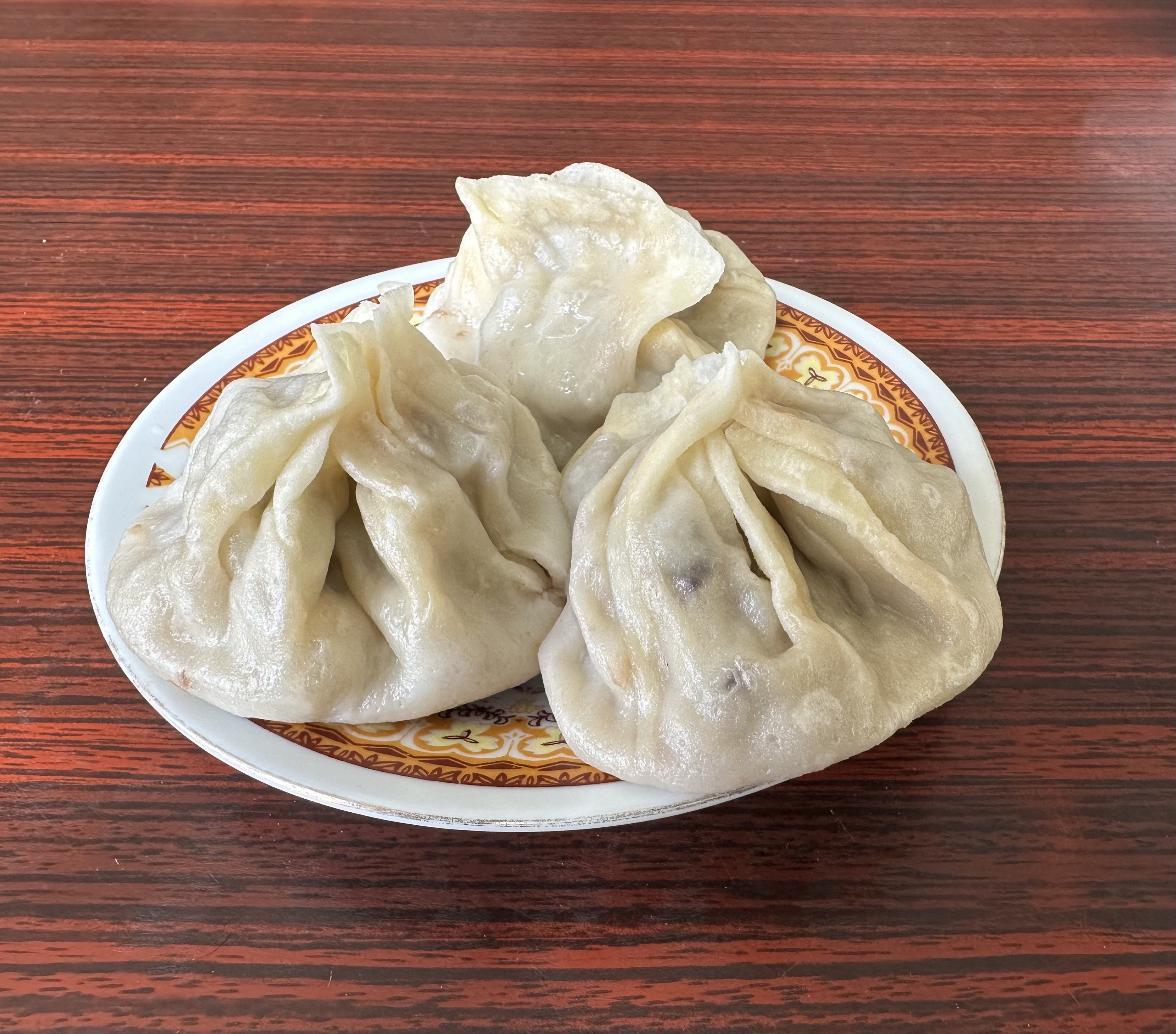
薄皮包子

薄皮包子（維吾爾語：پىتىر مانتا‎，拉丁维文：pitir manta），是在维吾尔族、乌兹别克族、塔塔尔族等民族中流行的蒸制食品。因其外皮薄而得汉语名，内馅以羊肉或牛肉为主，也有以南瓜为馅的南瓜薄皮包子。

## 制作售卖

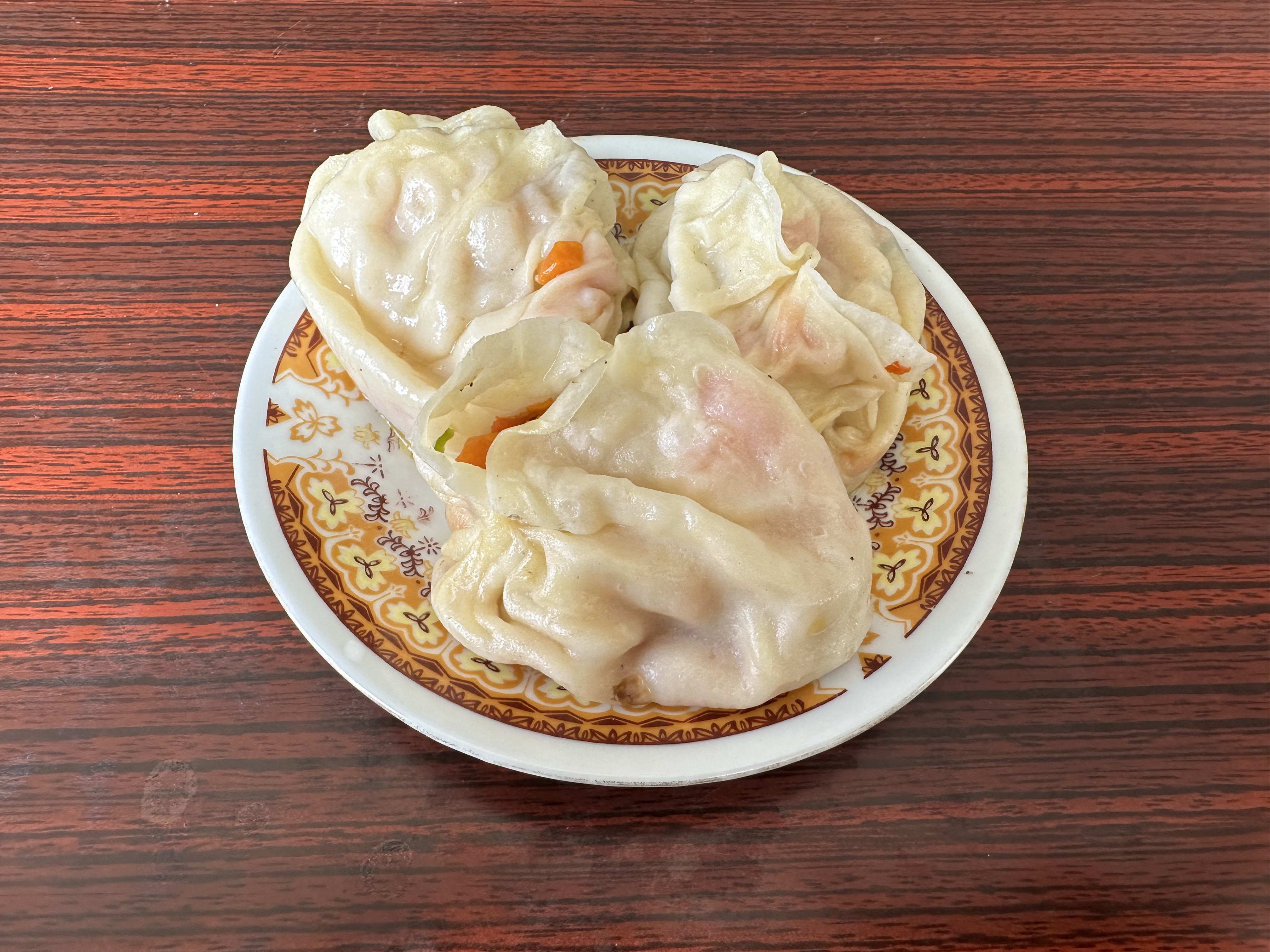
南瓜薄皮包子

薄皮包子的主要原料包括洋葱、盐、羊肉或牛肉、黑胡椒粉、孜然粉、面粉等。其外皮使用凉水和面粉和成未经发酵的硬面，先制作成面剂子，再擀至成薄片，维吾尔语名称中的پىتىر便是指此。其内馅主要用料是小指尖大小的羊肉丁或牛肉丁和洋葱碎，用盐、黑胡椒粉、孜然粉调味，拌匀成馅。
包制薄皮包子时，将其外形包至略扁，捏合处为鸡冠状。随即放入笼屉旺火蒸制而成。包子外皮很薄，蒸熟的薄皮包子通过外皮隐约可见其内馅。薄皮包子肉嫩油多，并伴有洋葱的甜味。
另外，还有一种南瓜薄皮包子（維吾爾語：كاۋا مانتا‎，拉丁维文：kawa manta），会被音译为“卡瓦曼塔”。其外皮同为薄皮，仅有内馅与薄皮包子略有不同：主要以南瓜为主，配以洋葱和少量羊肉。南瓜薄皮包子汁多、易消化，常于南瓜收获上市的季节制作。
若在餐厅就餐，负责售卖薄皮包子的师傅揭笼时会拉长声音呼喊依不拉音·艾利克斯拉木的名字，以证明所售卖的包子是这位主管食品圣人所创作风味。售卖薄皮包子的师傅有时也会高声吆喝数出出锅的薄皮包子数量，以招揽生意。

## 食用

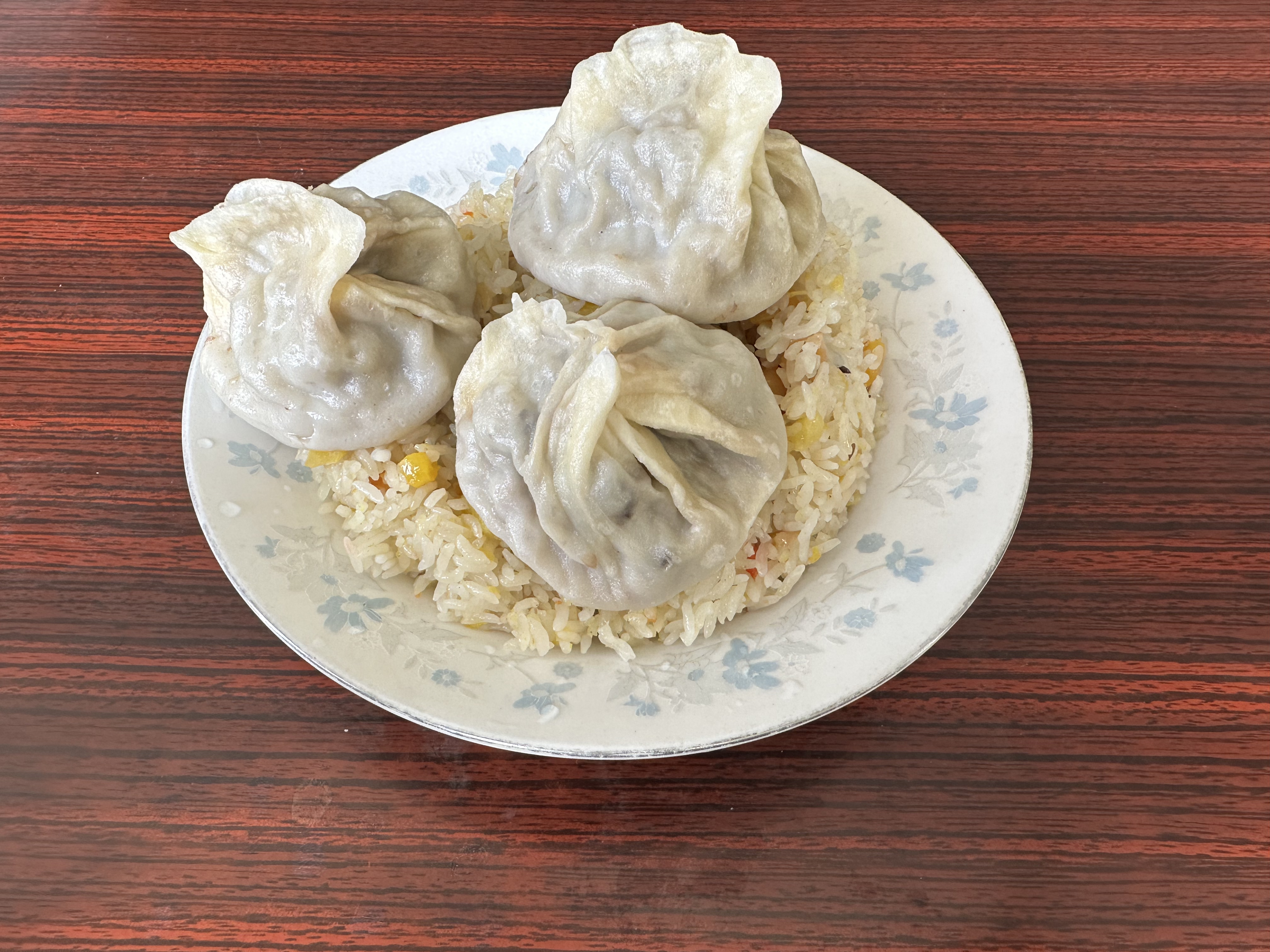
抓饭包子

薄皮包子常见有3种食用方法，其一为直接食用；其二是搭配馕食用：先将馕放入蒸屉中蒸至发软，再将薄皮包子放置在馕上，同时食用；其三则可和抓饭搭配食用，素抓饭搭配数个薄皮包子，以达到荤素结合。第三种方法又被称为“抓饭包子”或音译为“阿西曼塔（‎，ash manta）”，常用于招待客人和亲朋好友或在肉孜节等节日制作，一些餐厅会专门出售抓饭包子。无论哪种方法都可将薄皮包子撒上胡椒粉食用。

## 标准
2009年起，薄皮包子制作进入中华人民共和国国家专项职业能力考核规范的范围。2019年，和田地区美食文化协会、和田技师学院、和田职业技术学院等单位起草并发布了团体标准《T/HTMS 0046-2019 和田传统小吃 薄皮包子制作技艺》。